# Heterometría
Es un concepto métrico que se refiere a un tipo de Estrofa con versos desiguales o Anisosilabismo y de distinto signo par o impar en la penúltima sílaba. 
Su axis rítmico es heteropolar. 

## Ejemplo
¿Quién menoscaba mis bienes?
Desdenes.
¿Y quién aumenta mis duelos?
Los celos.
Cervantes